# Kisugróc
Kisugróc (szlovákul Malé Uherce) község Szlovákiában, a Trencséni kerületben, a Simonyi járásban.

## Fekvése
Simonytól 2 km-re keletre, a Nyitra bal partján fekszik.

## Története
Területén a kőkorszakban a vonaldíszes kerámia kultúrájának népe élt. A latén korból is kerültek elő leletek.
Ugrócot 1274-ben "Vgrich" alakban említik először. Első lakói királyi szolganépek voltak. 1352-ben "Kysugrouch, Minor Vgrouch" alakban tűnik fel a falu neve. 1388-ban részben az éleskői váruradalom része, más része a Hunyadi és Lessenyei családok birtoka volt. 1536-ban 14 portája szerepel a dézsmajegyzékben. 1601-ben malma és 34 háza állt. 1720-ban 33 adózója volt a településnek. 1828-ban 63 házában 427 lakos élt, akik főként mezőgazdasággal foglalkoztak.
Vályi András szerint "Nagy, és Kis Ugrócz. Két tót falu Bars Várm. földes Urai Majthényi, Bossányi, és több Urak, lakosaik katolikusok, Kis-Ugrócz N. Ugrócznak filiája; határjaik középszerűek."
Fényes Elek geográfiai szótárában "Ugrócz (Kis-), Bars, most A.-Nyitra vm. tót falu, a Nyitra mellett: 427 kath. lak., s termékeny szántóföldekkel. F. u. többen. Ut. p. Oszlán."  Archiválva 2007. szeptember 27-i dátummal a Wayback Machine-ben
A trianoni békeszerződésig Bars vármegye Oszlányi járásához tartozott.

## Népessége
| Év:            | 1994. | 2004.   | 2014.   | 2024.    |
| -------------- | ----- | ------- | ------- | -------- |
| Emberek száma: | 698   | 728     | 715     | 859      |
| Eltérés:       |       | +4,29 % | -1,78 % | +20,13 % |

| Év:            | 2023. | 2024.   |
| -------------- | ----- | ------- |
| Emberek száma: | 853   | 859     |
| Eltérés:       |       | +0,70 % |

1910-ben 434, túlnyomórészt szlovák lakosa volt.
2001-ben 702 lakosából 678 szlovák volt.
2011-ben 700 lakosából 684 szlovák.

## Nevezetességei
- Kastélya a 18. században épült barokk stílusban, a 19. század második felében újjáépítették.
- Barokk templom, 1719-ben épült.

## Külső hivatkozások
- Községinfó
- Kisugróc Szlovákia térképén
- E-obce.sk Archiválva 2009. augusztus 2-i dátummal a Wayback Machine-ben